# 產水菌門
產水菌門(学名：Aquificota)包括了一些在多種嚴酷環境條件下生存的細菌，如在熱泉、硫磺池、海底熱泉口等等。其中產水菌屬(Aquifex)中的一些種類可以在85~95℃的環境中繁衍。產水菌門屬於真細菌，但卻是從16S rRNA演化樹中，細菌中最接近古菌和真核生物的一支，而古菌中也存在大量生活在超高溫環境下的種類。
目前產水菌門内部的分類尚無一致意見。

## 下属分类
产水菌门只有产水菌纲（Aquificia Reysenbach 2002，也拼作Aquificae）一个纲。产水菌纲包括以下目：
- 产水菌目 Aquificales Reysenbach 2002
- Desulfurobacteriales Gupta and Lali 2014
- Thermosulfidibacterales Chuvochina et al. 2024